# Almeida (município)
O Município de Almeida é um município raiano português pertencente ao Distrito da Guarda, na antiga província da Beira Alta, e englobada atualmente na sub-região Beiras e Serra da Estrela da Região do Centro.
Com sede da vila de Almeida, o Município de Almeida tem 517,98 km² de área e 5 882 habitantes (2021), subdividido em 16 freguesias. O município é limitado a norte pelo município de Figueira de Castelo Rodrigo, a leste pela Espanha, a sul pelo Sabugal e a oeste pela Guarda e por Pinhel. O atual município resulta da junção, no século XIX, de três municípios seculares: Almeida, Castelo Bom e Castelo Mendo, cujas antigas sedes são três vilas medievais fortificadas, que são hoje polos de interesse turístico.
A sede deste município, a vila de Almeida, que tem 1 146 habitantes (2021) na respectiva freguesia, é conhecida por sua fortaleza em forma de estrela de doze pontas, um dos mais espetaculares exemplares europeus dos sistemas defensivos abaluartados do século XVII. 
A Praça-forte de Almeida está classificada como Monumento Nacional desde 1928 e é candidata à categoria de Património Mundial da UNESCO.

## Geografia
Localiza-se no Distrito da Guarda, região da Beira Interior, mais concretamente num território designado Terras de Riba-Côa. O seu carácter fronteiriço é bastante notório, uma vez que toda a sua confrontação a leste é com Espanha, constituindo parte da fronteira Portugal-Espanha, mais conhecida por Raia, sendo por isso esta zona também chamada "região arraiana".
| Noroeste: Pinhel               | Norte: Figueira de Castelo Rodrigo | Nordeste: Aldea del Obispo (Espanha) |
| Oeste: Pínzio (Pinhel)         |                                    | Este: Fontes de Onor (Espanha)       |
| Sudoeste: Castanheira (Guarda) | Sul: Sabugal                       | Sudeste: La Alamedilla (Espanha)     |

Atravessando o município de sul para norte, e sendo um dos poucos rios portugueses que corre neste sentido, o rio Côa abre um abrupto vale nessa meseta, dividindo o município em duas partes bem vincadas.
O município atinge altitude próxima aos 765m na área do antigo Castelo, dentro da Fortaleza de Almeida. Esta posição permite a visualização - impedida apenas por condições climáticas - da Serra da Marofa (noroeste) e da Serra da Estrela (sudoeste). Para o lado leste, pode-se avistar a Serra de Francia, Serra da Gata e Serra de Gredos. Do planalto de Almeida, ainda vê-se as “terras de onze Bispados, Lamego, Guarda, Coimbra, Viseu, Braga, Miranda, Porto, Coria, Ciudad Rodrigo, Placencia e Salamanca”

## Heráldica

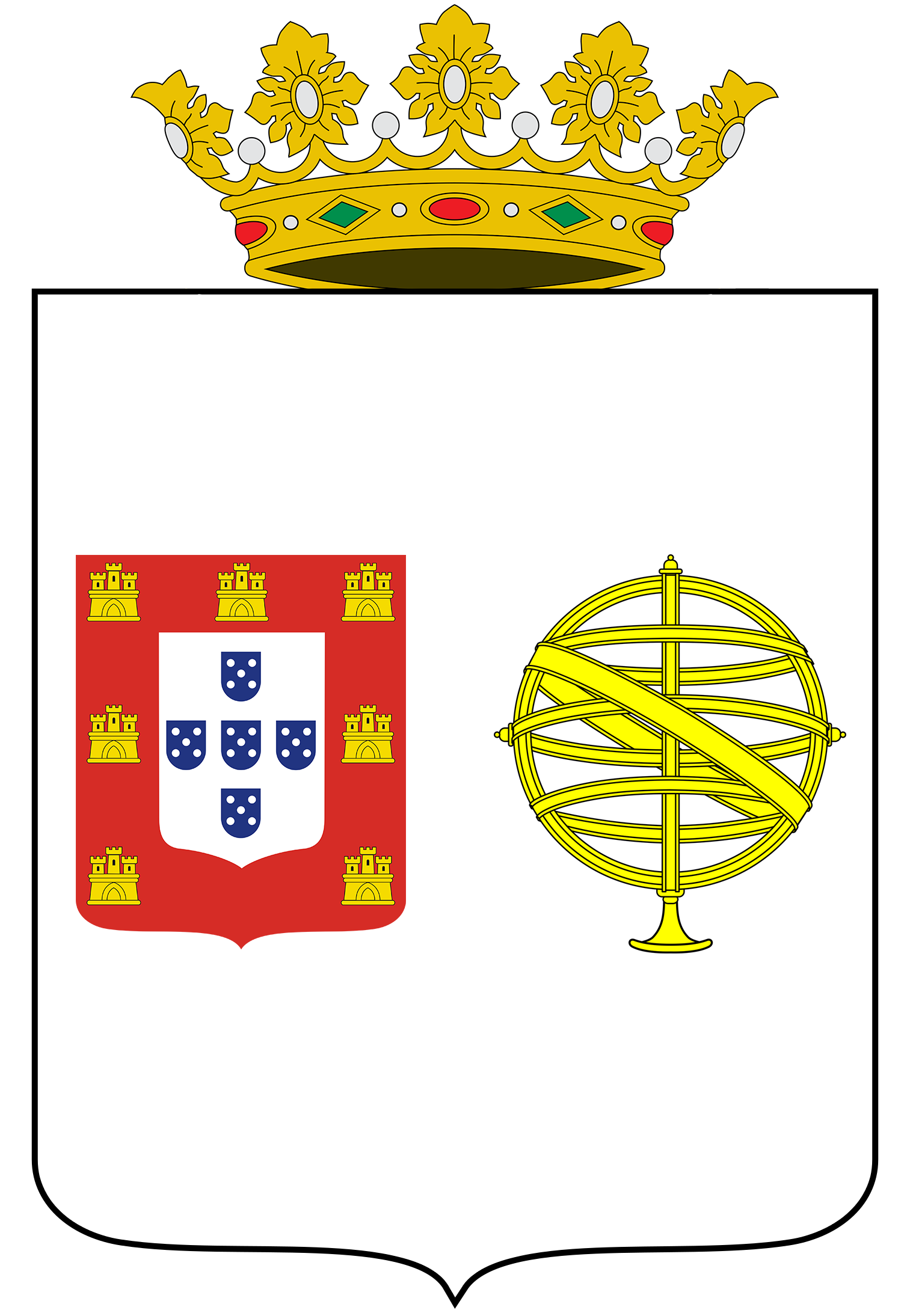
Antigas armas de Almeida

O brasão tradicional de Almeida, usado até meados do século XX, consistia num escudo de prata, com um escudete das armas de Portugal à dextra e uma esfera armilar manuelina à sinistra. Este brasão foi contudo substituído por um totalmente novo e distinto daquele, no âmbito do processo de normalização da heráldica municipal portuguesa.
As atuais armas municipais de Almeida foram estabelecidas em 1960, com a seguinte ordenação: escudo de ouro, um castelo de vermelho, lavrado e iluminado do primeiro, aberto de azul, a porta aldrabada e besantada de prata. Coroa mural de prata de quatro torres aparentes. Listel branco com a legenda a negro "ALMEIDA".
A bandeira para cerimónias e desfiles (estandarte) é quadrada, com 1 metro de lado, tendo o campo de vermelho, com as armas municipais ao centro, rematado com cordões e borlas de ouro e de vermelho, tendo uma haste e lança de ouro. A bandeira para arvorar em mastros e edifícios é semelhante, mas com as proporções de 2 (largura) por 3 (comprimento), devendo as dimensões variar de modo a serem adequadas ao local onde é içada.

## Toponímia
Há várias versões para explicar a toponímia do nome Almeida e todas determinam que a sua origem é árabe, dado que o prefixo al é dessa proveniência. Para alguns é Al Mêda e para outros é Talmeyda, com significado de “a mesa”, pelo facto da povoação se encontrar num terreno em vasto planalto, em formato de mesa. Há também quem afirme que o nome original seja Atmeidan que significa campo ou lugar de corrida de cavalos. Frei Bernardo de Brito, natural de Almeida e cronista-mor do reino, afirma que o nome original é Talmeyda. Há uma lenda que diz que a origem vem de uma mesa cravejada de pedras preciosas.

## História

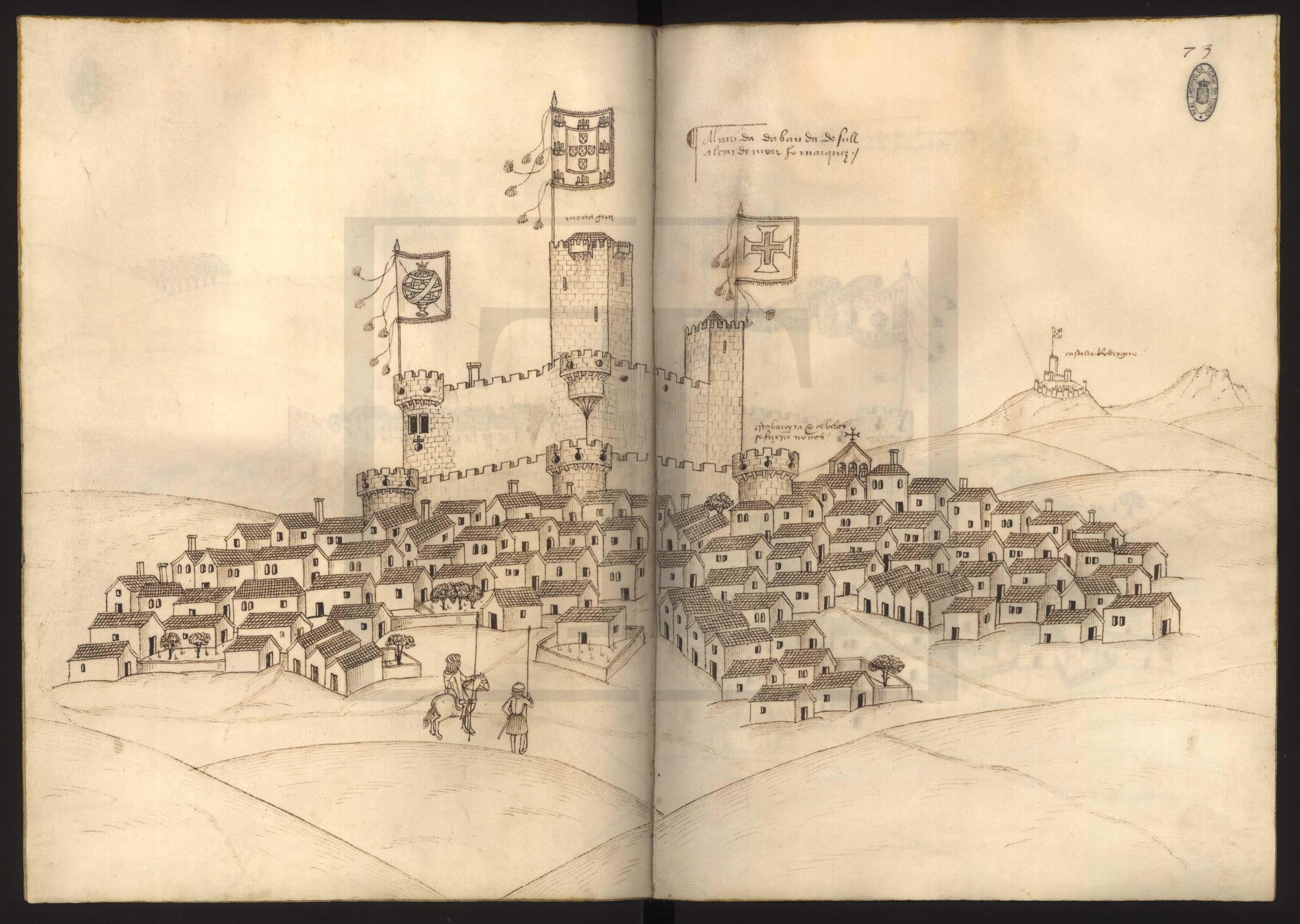
Vista de Almeida e do seu castelo medieval no início do século XVI, constante do Livro das Fortalezas de Duarte de Armas.

D. Fernando de Castela a conquistou aos mouros em 1039, mas voltaria a ser tomada em 1071. Em 1190, D. Sancho I de Portugal a tomou aos mouros, pela bravura de D. Paio Guterres, neto de D. Egas Moniz, que depois desta conquista ficou apelidado de Almeida. Com as intermináveis guerras daquela época ficou Almeida quase arrasada e despovoada. Assim a encontrou D. Dinis, reedificando-lhe o Castelo e dando-lhe foral em 1296.
As três vilas medievais do município ocupam posições estratégicas na defesa deste vale - Almeida e Castelo Bom, na margem leste, e Castelo Mendo, na margem ocidental -, historicamente muito disputado e que marcou inclusivamente, até ao Tratado de Alcanizes, a fronteira entre os reinos de Portugal e de Leão. Com o Tratado de Alcanizes em 1297, era reconhecida a posse portuguesa das chamadas terras de Riba-Côa.
D. Manuel amplificou as fortificações e a Vila, e lhe deu Foral Novo, em Santarém, no 1º de Junho de 1510. A povoação e seu castelo encontram-se figurados por Duarte de Armas (Livro das Fortalezas, c. 1509). 
Almeida teve uma comunidade judaica que aí se fixou no século XV.
A 6 km de Almeida está a Capela do Mosteiro, que, segundo a tradição, foi igreja de um convento de Templários. D. João II reedificou esta capela, pondo-lhe as Armas de Portugal sobre a Cruz de Aviz de cuja Ordem era Grão Mestre, perdendo o edifício os vestígios da sua muita antiguidade.
Aqui nasceu em 20 de agosto de 1569, o célebre historiador Frei Bernardo de Brito, que estudou em Roma desde criança, e regressou a Portugal, formando-se em teologia pela Universidade de Coimbra em 1606. Cronista-Mor do Reino, da ordem de Cister, faleceu em Almeida a 27 de fevereiro de 1617.

### Guerra da Restauração (1640-1668)

#### Antecedentes: a Crise Sucessória e o Domínio Filipino.
Após a morte de D. Sebastião, rei de Portugal, na Batalha de Alcácer Quibir em 1578, deu-se início à Crise Sucessória ao trono de Portugal. Filipe II de Espanha apresentou-se como herdeiro do velho tio cardeal D. Henrique e, após muitas negociações, oposição e lutas, Filipe II entrou em Portugal em fins de 1580, não como conquistador, mas como o rei legítimo, Filipe I de Portugal.
Durante o reinado dos Filipes de Espanha (Dinastia Filipina, 1580-1640), as fortalezas da fronteira foram caindo em ruínas por decisão política de não permitir a sua reparação, com vista a eliminar pontos de resistência nos confrontos entre Castela e Portugal.
A 1 de dezembro de 1640 um grupo de conspiradores invade o Palácio Real em Lisboa e tomam o poder declarando a restauração e a independência de Portugal. A 15 de Dezembro, D. João IV (Duque de Bragança) foi aclamado rei de Portugal.

#### A Guerra da Restauração e o início da construção da Fortaleza de Almeida
As Guerras da Restauração (1640-1668) são um conjunto de confrontos armados travados entre Portugal e Espanha que se estenderam por um período de 28 anos, caracterizado por confrontos periódicos, tanto com pequenos enfrentamentos como graves conflitos armados.
Logo após o 1 de dezembro de 1640, com a Restauração da Independência, a Fortaleza de Almeida foi reparada à pressa, para vir a ter papel importante nas lutas para sustentar a independência, restaurada há pouco. Neste período, Portugal beneficiou-se com o facto de Espanha estar envolvida na Guerra dos 30 anos, para além do conflito interno na Revolta da Catalunha.
Após o fim da Guerra dos 30 anos (1618-1648), a Espanha produz então alguns ataques a Portugal, mas apenas em 1663 a investida das tropas espanholas em território português foi considerável. Entre esses ataques, houve a tentativa de conquistar a Praça-forte de Almeida, ainda incompleta, mas já a melhor da Beira.
Em 2 de Julho de 1663, travou-se em Almeida uma batalha decisiva para a consolidação da Restauração, saindo vencedoras as tropas portuguesas. Esta batalha foi importante de tal forma que o nome de Almeida está registado no Monumento aos Restauradores em Lisboa. No período das Guerras da Restauração, a fortaleza de Almeida nunca foi tomada.

### Guerra Peninsular (1807-1814)

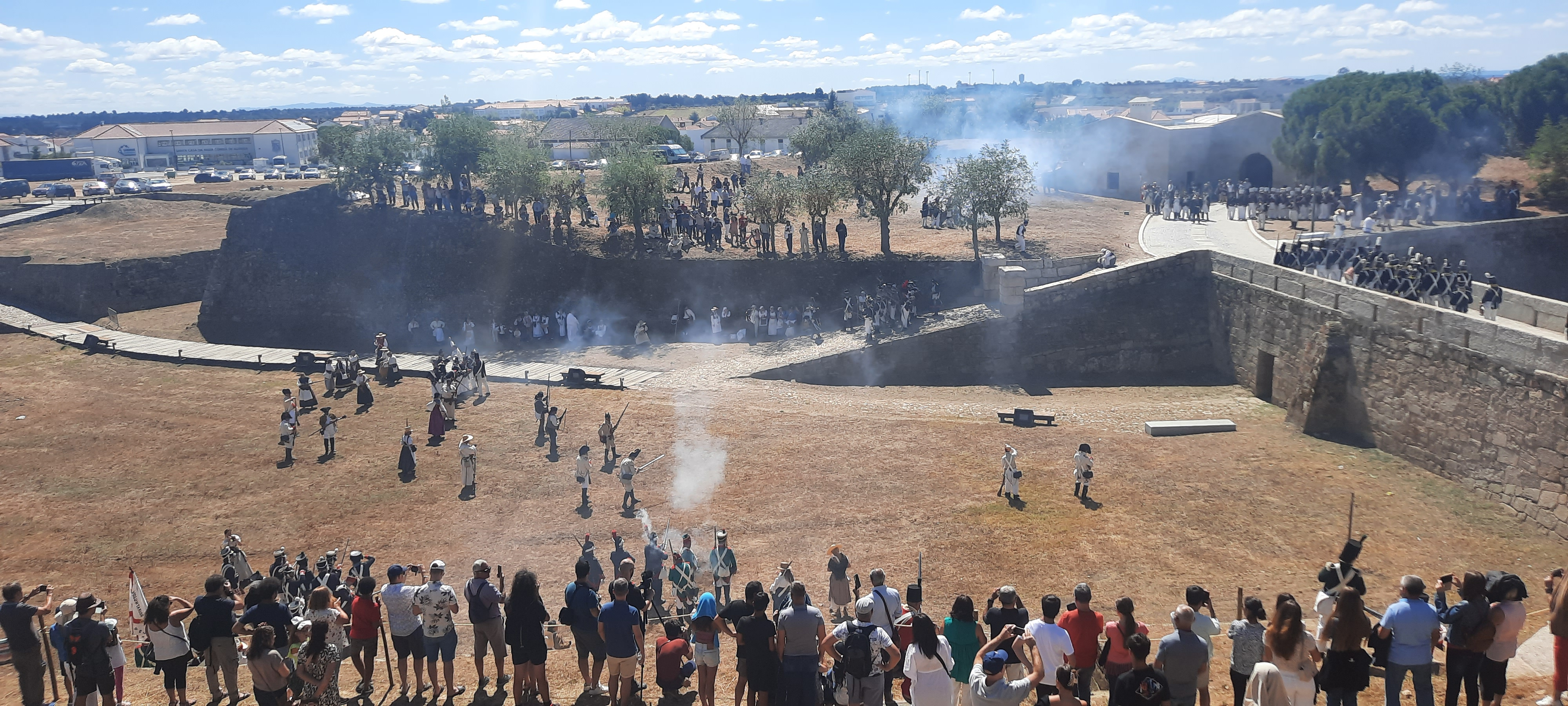
Recriação Histórica do Cerco de Almeida de 1810 (foto de 2023).

A 11 de abril de 1811, decorrente da Terceira Invasão Francesa de Portugal, o General Beresford com o Exército Anglo-Luso recuperou a Praça e expulsou pela 3.ª e última vez, os Franceses, de Território Português.

## Evolução da População do Município
★ Por decreto de 12 de julho de 1895 as freguesias de Cinco Vilas e Reigada, deste concelho, passaram a fazer parte do concelho de Figueira de Castelo Rodrigo 
★★ De acordo com os dados do INE o distrito da Guarda registou em 2021 um decréscimo populacional na ordem dos 11,1% relativamente aos resultados do censo de 2011. No concelho de Almeida esse decréscimo rondou os 18,7%, registando, assim, a percentagem mais elevada do distrito da Guarda
| Número de habitantes | Número de habitantes | Número de habitantes | Número de habitantes | Número de habitantes | Número de habitantes | Número de habitantes | Número de habitantes | Número de habitantes | Número de habitantes | Número de habitantes | Número de habitantes | Número de habitantes | Número de habitantes | Número de habitantes | Número de habitantes |       |
| -------------------- | -------------------- | -------------------- | -------------------- | -------------------- | -------------------- | -------------------- | -------------------- | -------------------- | -------------------- | -------------------- | -------------------- | -------------------- | -------------------- | -------------------- | -------------------- | ----- |
|                      | 1864                 | 1878                 | 1890                 | 1900                 | 1911                 | 1920                 | 1930                 | 1940                 | 1950                 | 1960                 | 1970                 | 1981                 | 1991                 | 2001                 | 2011                 | 2021  |
| Global *             | 13 346               | 14 564               | 16 386               | 17 031               | 17 479               | 15 336               | 14 860               | 16 606               | 17 480               | 16 107               | 10 735               | 10 524               | 10 040               | 8 423                | 7 242                | 5 887 |
| 0-14 Anos **         |                      |                      |                      | 5 733                | 5 889                | 4 611                | 4 947                | 5 432                | 5 553                | 5 024                | 3 010                | 2 291                | 1 582                | 926                  | 592                  | 360   |
| 15-24 Anos **        |                      |                      |                      | 3 060                | 3 041                | 2 765                | 2 516                | 2 552                | 2 892                | 2 587                | 1 400                | 1 620                | 1 500                | 964                  | 586                  | 412   |
| 25-64 Anos **        |                      |                      |                      | 7 071                | 7 116                | 6 505                | 6 589                | 7 045                | 7 351                | 6 943                | 4 760                | 4 542                | 4 776                | 4 024                | 3 391                | 2 517 |
| = ou > 65 Anos **    |                      |                      |                      | 993                  | 1 151                | 1 154                | 1 199                | 1 309                | 1 383                | 1 553                | 1 565                | 2 071                | 2 182                | 2 509                | 2 673                | 2 598 |

- População residente; ** População presente (1900-1950)

Obs.: De 1900 a 1950, os dados referem-se à "população presente" no município à data em que os censos foram realizados. Daí que se registem algumas diferenças relativamente à designada "população residente".

## Freguesias

Freguesias do Município de Almeida

As 16 freguesias do Município e Almeida são as seguintes:
| Freguesias de Almeida                           | Freguesias de Almeida | Freguesias de Almeida |
| Freguesia                                       | População             | Área (km²)            |
| ----------------------------------------------- | --------------------- | --------------------- |
| Almeida (sede)                                  | 1 146                 | 52,42                 |
| Amoreira, Parada e Cabreira                     | 307                   | 31,40                 |
| Azinhal, Peva e Valverde                        | 261                   | 47,05                 |
| Castelo Bom                                     | 172                   | 25,04                 |
| Castelo Mendo, Ade, Monteperobolso e Mesquitela | 205                   | 41,88                 |
| Freineda                                        | 188                   | 29,24                 |
| Freixo                                          | 168                   | 17,18                 |
| Junça e Naves                                   | 172                   | 32,40                 |
| Leomil, Mido, Senouras e Aldeia Nova            | 153                   | 42,42                 |
| Malhada Sorda                                   | 255                   | 45,77                 |
| Malpartida e Vale de Coelha                     | 181                   | 29,01                 |
| Miuzela e Porto de Ovelha                       | 279                   | 28,87                 |
| Nave de Haver                                   | 296                   | 41,13                 |
| São Pedro de Rio Seco                           | 154                   | 22,59                 |
| Vale da Mula                                    | 159                   | 16,46                 |
| Vilar Formoso (vila)                            | 1 786                 | 15,14                 |

#### Aldeias anexas
- Aldeia Belal (Peva)
- Aldeia de São Sebastião (Castelo Bom)

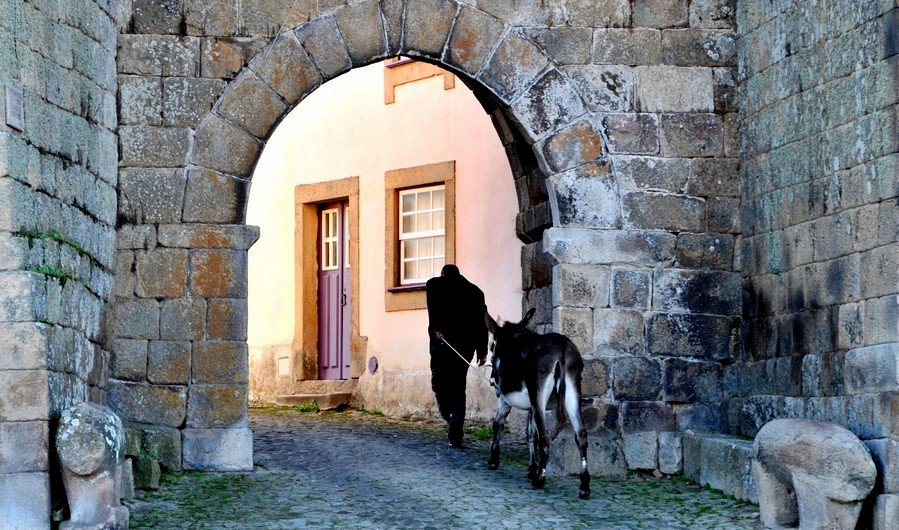
Quotidiano rural em Castelo Mendo

- Ansul (Leomil)
- Jardo (Porto de Ovelha)
- Monte da Velha (Amoreira)
- Pailobo (Parada)
- Paraizal (Castelo Mendo)
- Poço Velho (Nave de Haver)

## Economia
O sector primário é a principal fonte de riqueza do município de Almeida, à semelhança dos municípios limítrofes do interior. Predomina o sector agro-pecuário e produção hortícola em regime de complementaridade a outros rendimentos familiares, destacando-se o minifúndio.
A pecuária engloba cerca de 30 000 bovinos e 10 000 ovinos e caprinos.

## Património classificado

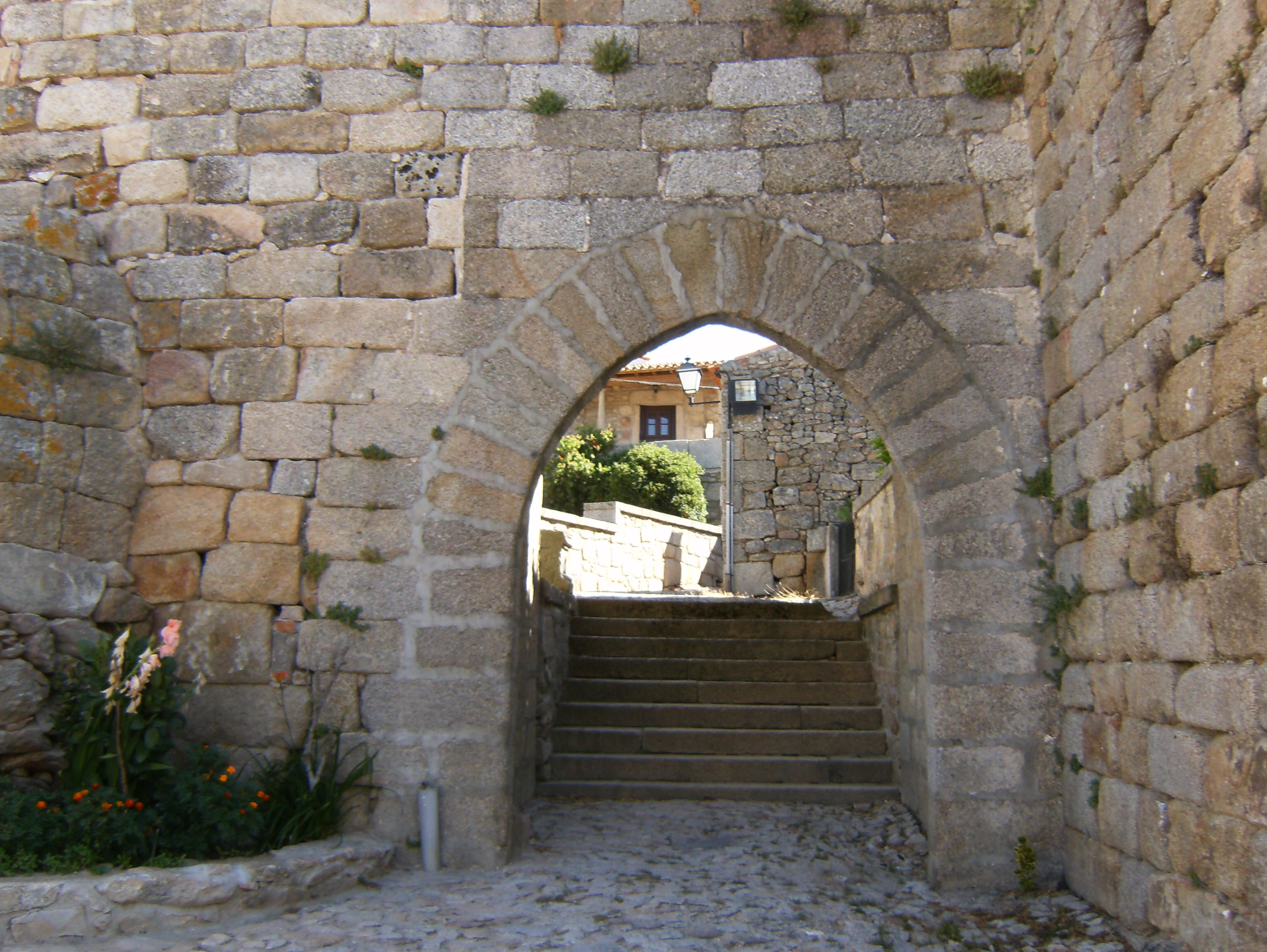
Porta da Vila, em Castelo Bom

### Monumentos nacionais
- Muralhas da Praça de Almeida (Monumento Nacional desde 3 de Fevereiro de 1928)
- Castelo de Castelo Bom (Monumento Nacional desde 2 de Janeiro de 1946)
- Castelo de Castelo Mendo (Monumento Nacional desde 2 de Janeiro de 1946)

### Imóveis de interesse público
- Aldeia de Castelo Mendo (IIP desde 25 de Junho de 1984)
- Pelourinho de Castelo Mendo (IIP desde 11 de Outubro de 1933)
- Pelourinho de Vale de Coelha (IIP desde 11 de Outubro de 1933)
- Igreja de São Miguel (Malhada Sorda - IIP desde 31 de Dezembro de 1997)
- Necrópole de sepulturas escavadas na rocha (Malpartida - IIP desde 31 de Dezembro de 1997)
- Igreja de Nossa Senhora da Anunciação (Leomil - IIP desde 10 de fevereiro de 2014)
- Anta da Pedra de Anta (Malhada Sorda - IIP desde 8 de Outubro de 2015)

### Outros monumentos e museus
- Picadeiro D'el Rey (Almeida)
- Casamatas/Museu Histórico-Militar de Almeida
- Quartel das Esquadras (Almeida)
- Centro de Estudos de Arquitectura Militar de Almeida (CEAMA)
- Esnoga de Malhada Sorda

## Festas e romarias
- Ade

1. Festa do Borrego - 1º ou 2º domingo de Fevereiro
2. Festa de Santa Bárbara (Bienal, Agosto)
3. Festa de S. João (27 de Dezembro)

- Aldeia Nova

1. Festa de Santa Maria Madalena (22 de Junho)
2. Festa de Santa Bárbara (móvel em Agosto)

- Almeida

1. Comemorações do Cerco de Almeida (1810) (Agosto)
2. Feriado Municipal - Comemorações Batalha de 1663 (2 Julho)
3. Festa de Nossa Senhora das Neves (Agosto)
4. Romaria do Senhor da Barca (Domingo de Pentecostes)[17]

- Amoreira

1. Festa de Santa Bárbara (Móvel, Agosto)
2. Festa de Nossa Senhora de Fátima (13 de Maio)

- Azinhal

1. Festa de S. Sebastião (Agosto)
2. Festa Tradicional (Segunda feira de Páscoa)

- Cabreira

1. Festa de Santa Maria Madalena (22 de Julho)
2. Festa de Santa Bárbara (Agosto)

- Castelo Bom e Aldeia de S. Sebastião

1. S. Sebastião (fim de semana próximo a 20 Janeiro. Anual)
2. Nossa Senhora dos Remédios (móvel, Agosto)
3. Santo António (Junho)
4. Santa Bárbara (Agosto)
5. Nossa Senhora de Fátima (13 de Maio)

- Castelo Mendo e Paraizal

1. Nossa Senhora de Fátima (13 de Maio ou domingo mais próximo)
2. Santo António (Agosto)

- Freineda

1. Santa Eufémia (16 Setembro)
2. Festa do Bucho (Março)

- Freixo

1. Nossa Senhora da Natividade (1ª quinzena de Agosto)
2. Romaria dia de Páscoa
3. Romaria no dia do Santíssimo Sacramento

- Junça

1. Nossa Senhora do Mosteiro (15 Agosto)
2. Santo António (Junho)
3. S. Sebastião (Maio)

- Leomil e Ansul

1. Santo António (2ª ou 3ª semana de Agosto)
2. N. Sra. da Anunciação (25 de Março - feriado local)
3. N. Sra. da Conceição (2ª ou 3ª semana de Agosto)

- Malhada Sorda

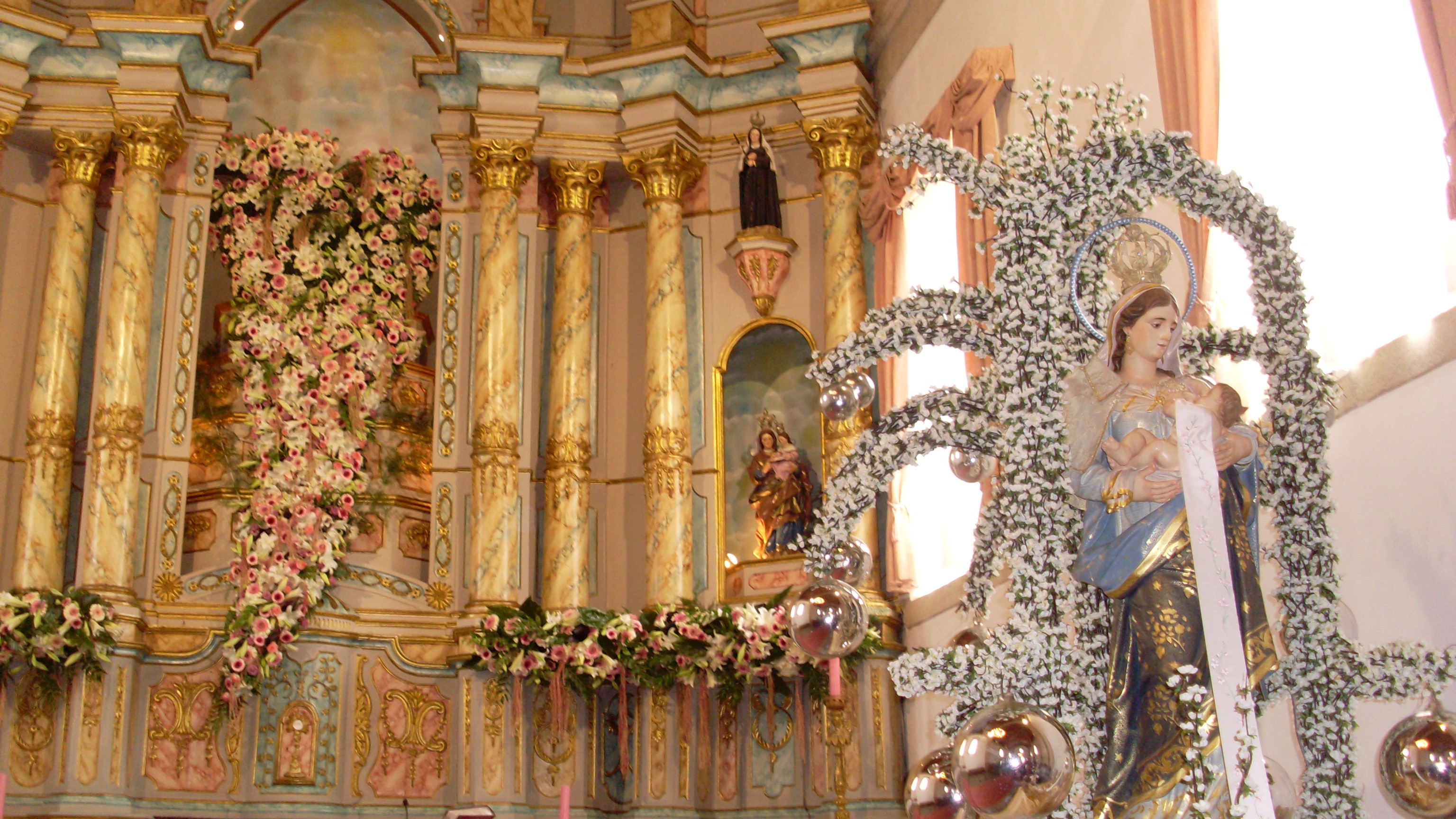
Altar e Imagem de Nossa Senhora da Ajuda

1. Romaria – Nossa Senhora da Ajuda (5 a 9 de Setembro) - a maior Romaria da Diocese da Guarda, que atrai peregrinos ao Santuário de Nossa Senhora Da Ajuda durante todo o ano
  1. Eucaristia Dominical no Santuário de Nossa Senhora da Ajuda - todos os primeiros domingos de cada mês (salvo exceções de outras festas nessa data)
  2. Festa da Assunção de Nossa Senhora - 15 de Agosto
2. Festas
  1. São Miguel (última segunda-feira de Maio)
  2. São Sebastião (domingo depois de 20 de Janeiro)
  3. Festa dos Solteiros e Divino Espírito Santo (Pentecostes)
  4. Festa do Senhor (dia de Corpo de Deus)
3. Cerimónias da Semana Santa

- Malpartida

1. N. Sra. das Neves (Agosto)
2. Santo António (Agosto)
3. S. Sebastião (Móvel, Agosto)
4. Santa Bárbara (Maio)

- Mesquitela

1. S. Sebastião (20 de Janeiro)
2. Nossa Senhora dos Enfermos (móvel, Agosto)

- Mido

1. S. Roque (16 de Agosto)
2. Santo António (13 Junho - feriado local)
3. Nossa Senhora de Fátima (Outubro)

- Miuzela

1. S. Sebastião (Móvel, Agosto)
2. Procissão dos Passos (Corpo de Deus)

- Monteperobolso

1. S. Brás (3 de Fevereiro)
2. Santa Bárbara (Bienal, Agosto)
3. Festa do Emigrante (Agosto)
4. Festa anual (Almoço convívio para toda a população)
5. Festa do S. Martinho (Magusto comunitário)
6. Festa da Passagem de Ano (Ceia comunitária)

- Nave de Haver e Poço Velho

1. Santo António (13 de Junho)
2. Santíssimo Sacramento (Julho)
3. Nossa Senhora de Fátima (15 de Agosto)
4. Santa Bárbara (4 de Dezembro)
5. Imaculada Conceição (8 Dezembro)
6. S. Bartolomeu

- Naves

1. Santo António (móvel, Agosto)

- Parada e Pailobo

1. Santo António (Agosto)
2. S. Sebastião (Agosto)
3. Festa das Roscas (25 e 26 de Dezembro)

- Peva e Aldeia Bela

1. Santa Maria Madalena (22 de Junho)
2. Espírito Santo (Dia de Pentecostes)
3. S. Sebastião (Agosto)

- Porto de Ovelha e Jardo

1. Festa do Santíssimo Sacramento (1º Domingo de Junho)
2. Festa de Santo Amaro (Agosto)

- São Pedro do Rio Seco

1. Festa Nossa Senhora do Bom Sucesso (Penúltimo fim-de-semana de Agosto)
2. Festa S. Pedro (Domingo a seguir ao dia 29 de Junho )
3. Festa de S. José (Domingo a seguir ao dia 19 de Março)
4. Festa do Menino (Dia 1 de Janeiro)

- Senouras

1. Santa Catarina (25 de Novembro)
2. Santa Luzia (13 Dezembro)

- Vale da Mula

1. Santo António
2. Nossa Senhora de Fátima (Agosto)
3. Nossa Senhora da Assunção (Maio)
4. Nossa Senhora de Lurdes (2º Domingo de Fevereiro)

- Vale de Coelha

1. Nossa Senhora da Póvoa (móvel, bienal)

- Valverde

1. Nossa Senhora da Graça (1ª quinzena de Maio)
2. Santo António (bienal, 2ª quinzena de Agosto)

- Vilar Formoso

1. Imaculada Conceição (8 Dezembro)
2. Festa de Nossa Senhora da Paz (15 de Agosto)

## Geminações
O município de Almeida é geminado com a seguinte cidade:
- Mutzig, Baixo Reno, França

## Cidadãos ilustres

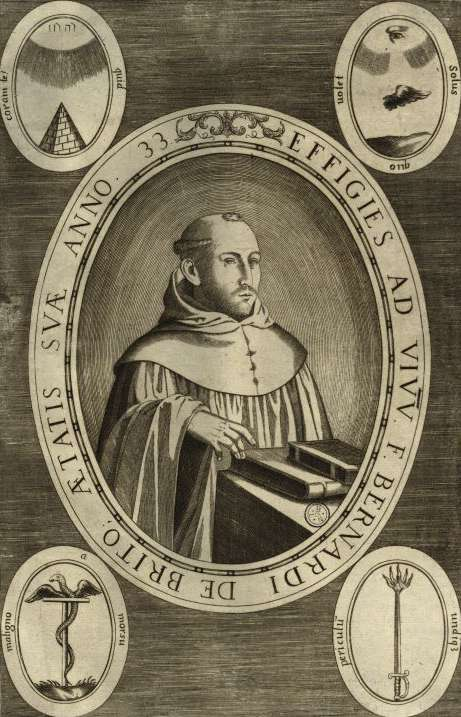
Frei Bernardo de Brito

- António Leitão (Castelo Bom, 1530 - ?) - artista plástico.
- Frei Bernardo de Brito (Almeida, 1569 - Almeida, 1617) - monge, historiador e cronista-mor do Reino de Portugal.
- António José de Abreu Castelo Branco (Almeida, 1752 - Lisboa, 1851) - veterano militar.
- Paulino Joaquim Leitão (Almeida, 1779 - Lisboa, 1830) - poeta e militar.
- Major José Affonso Palla (Malhada Sorda, 1861 - Angola, 1915) - Militar Republicano que participou no golpe de 5 de outubro de 1910; foi deputado à Assembleia Constituinte de 1911.
- António Ginestal Machado (Almeida, 1874 - Santarém, 1940) - Primeiro-Ministro de Portugal no ano de 1923.
- José Carvalho dos Santos (Almeida, 1893 - Lisboa, 1967), advogado, jornalista e político, opositor ao Estado Novo. Na década de vinte do século XX foi governador civil de Viseu, deputado da nação, chefe de gabinete do primeiro ministro e do ministro das finanças. Em Angola (1932-1964) foi fundador e primeiro presidente da delegação de Moçamedes do Aeroclube de Luanda, e, em, Benguela, foi presidente do Rádio Clube, Cruz Vermelha Portuguesa e do Sport Benguela e Benfica.
- Teófilo Carvalho dos Santos (Almeida, 1906 - Lisboa, 1986) - Advogado. Opositor ao Estado Novo, fundador do Partido Socialista e Presidente da Assembleia da República entre 1978 e 1980.
- José Pinto Peixoto (Miuzela, 1922 - Lisboa, 1996) - eminente meteorologista, geofísico e investigador.
- Eduardo Lourenço (São Pedro de Rio Seco, 1923 - Lisboa, 2020) - ensaísta e professor universitário. Prémio Camões em 1996 e Prémio Pessoa em 2011.
- Fernando Pinto Monteiro (Porto de Ovelha, 1942 - Lisboa, 2022) - jurista e magistrado. Procurador-Geral da República entre 2006 e 2012.
- Major-General Augusto Monteiro Valente (Coimbra, 1944 - Coimbra, 2012) - Oriundo da Miuzela. Militar, Capitão de Abril que ocupou a fronteira de Vilar Formoso durante a Revolução dos Cravos.
- D. João Marcos (Monteperobolso, 1949 - …) - Atual Bispo de Beja.
- Jaime Silva (Almeida, 1954 - …) - economista. Ministro da Agricultura entre 2005 e 2009.
- José Vilhena de Carvalho (1930-2013) - Advogado e Historiador. Os seus livros sobre Almeida são referência na história da vila.

## Transportes

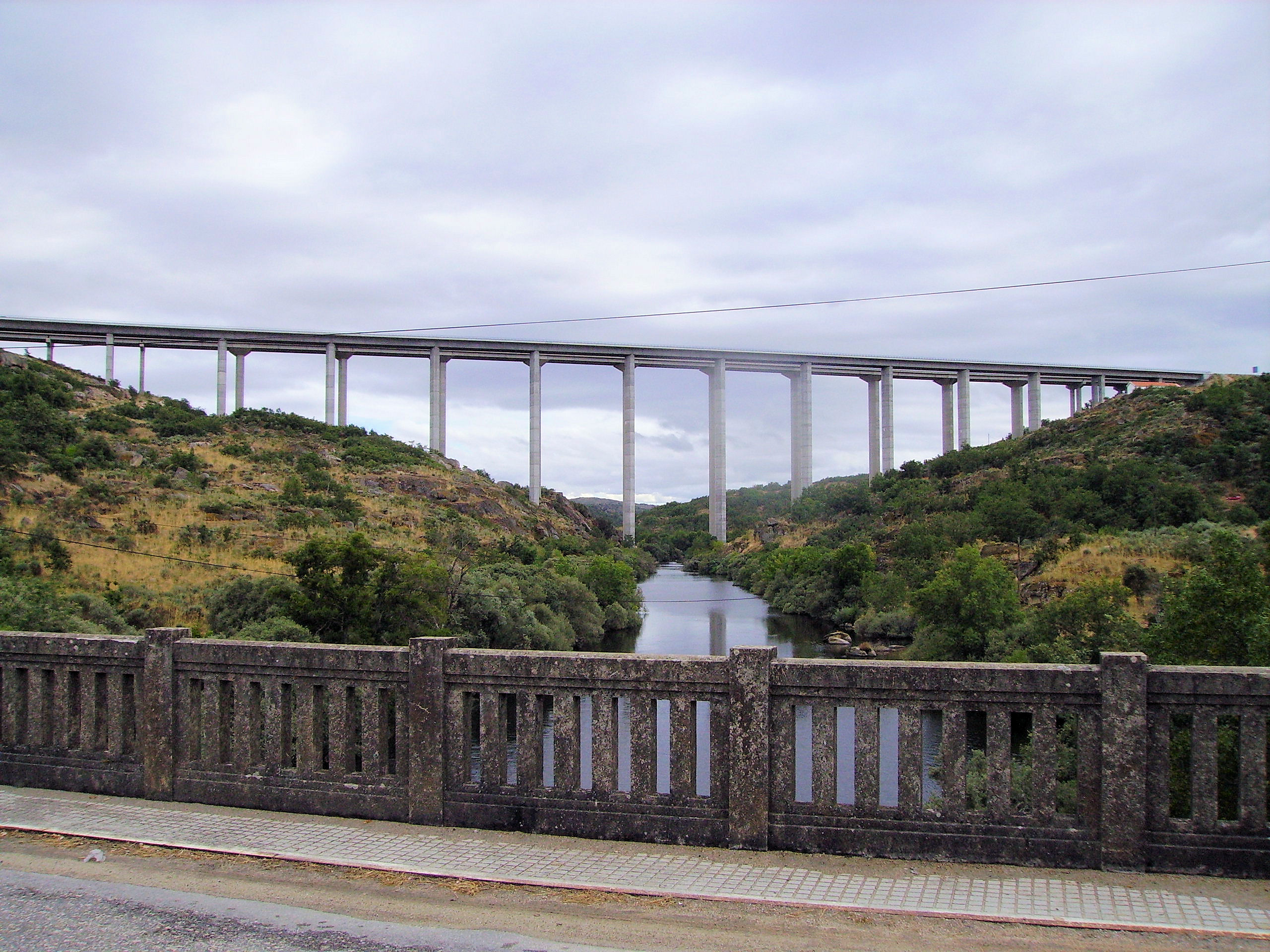
A25 - viaduto de Castelo Bom visto da EN16

A vila é servida pela A25, principal auto-estrada de ligação entre Portugal e Espanha que se articula, no território do município de Almeida, com a restante rede viária através de dois nós:
- Alto de Leomil: serve a zona ocidental do município e a vila de Almeida
- Vilar Formoso: serve a zona arraiana (oriental) do município e a vila de Vilar Formoso

O município é também servido por uma rede considerável de estradas nacionais:
- EN 16: Aveiro - Viseu - Guarda - Alto de Leomil - Castelo Mendo - Castelo Bom - Vilar Formoso
- EN 332: V. N. Foz Côa - Figueira de Castelo Rodrigo - Almeida - Vilar Formoso-Nave de Haver - Sabugal - Penamacor - Idanha-a-Nova
- EN 324: Pinhel - Valverde - Alto de Leomil - Parada - Sabugal
- EN 340: EN 324 - Almeida

Em resumo, as distâncias-tempo entre Almeida e as localidades mais próximas:
|                             | Dist. | Tempo  | Dist. EN | Tempo EN | Percurso EN             |
| --------------------------- | ----- | ------ | -------- | -------- | ----------------------- |
| Guarda                      | 37 km | 25 min | 37 km    | 40 min   | N324 + N16              |
| Ciudad Rodrigo              | 42 km | 30 min | 42 km    | 40 min   | N332 + N-620            |
| Figueira de Castelo Rodrigo | ---   | ---    | 22 km    | 20 min   | N332                    |
| Pinhel                      | ---   | ---    | 25 km    | 25 min   | N340 + N324             |
| Sabugal                     | ---   | ---    | 49 km    | 50 min   | N340 + N324             |
| Covilhã                     | 82 km | 55 min | 83 km    | 1h20 min | N340 + N324 + N16 + N18 |

Distância e tempo a outros pontos importantes do país
- Lisboa - 344 km; 3h 20 min;
- Porto - 230 km; 2h 15 min;
- Coimbra - 195 km; 2h 5 min;
- Castelo Branco - 130 km; 1h 20 min;
- Vila Real - 200 km; 2h;
- Évora - 320 km; 3h 20 min.

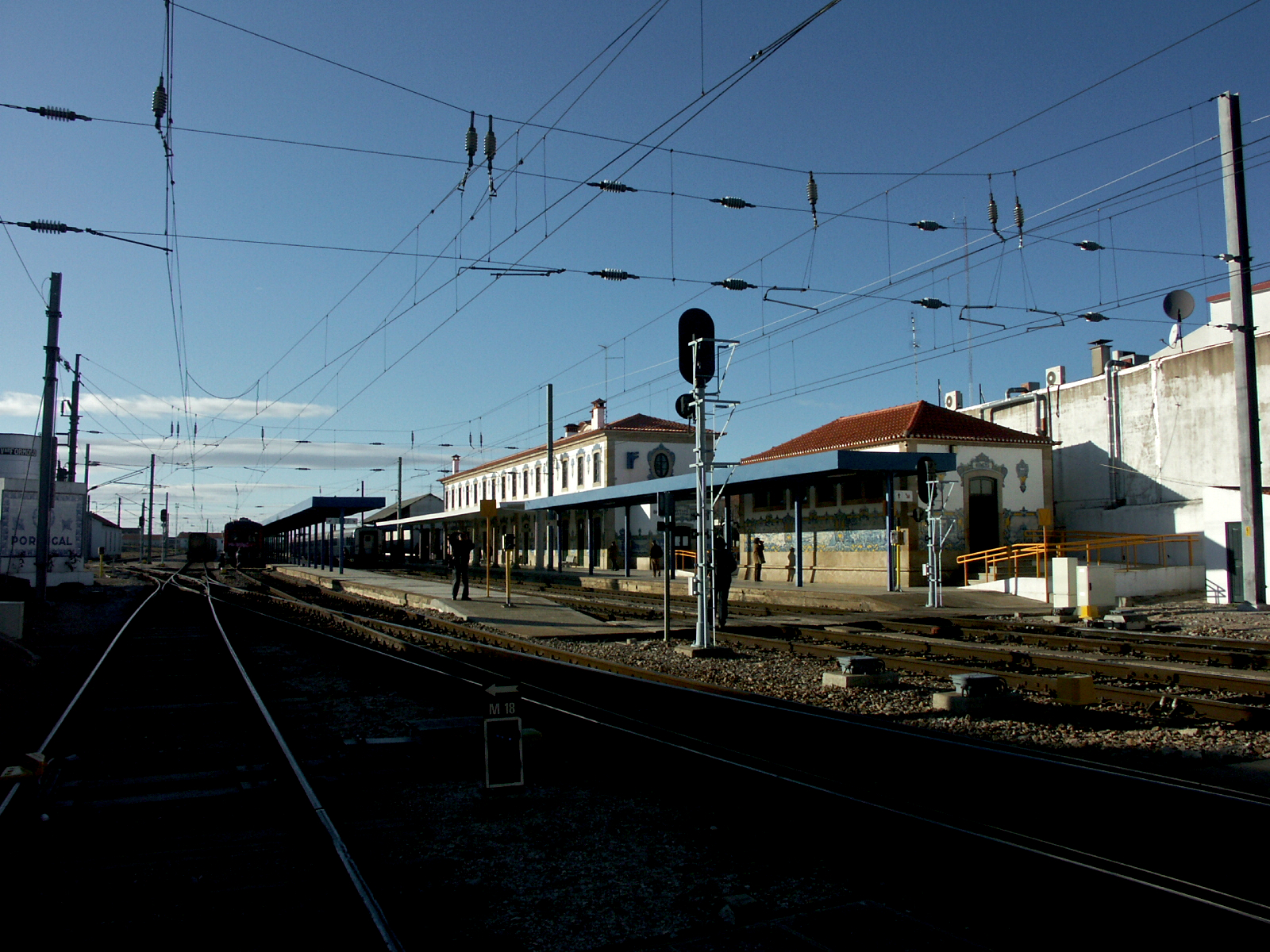
Linha da Beira Alta na Estação de Vilar Formoso

Ao nível ferroviário, o município de Almeida é atravessado pela Linha da Beira Alta, sendo servido pela estação de Vilar Formoso e os apeadeiros da Aldeia (na Aldeia de São Sebastião, freguesia de Castelo Bom), Freineda, Castelo Mendo (localizado junto à aldeia de Praizal) e Miuzela. Todas as citadas constituem paragem do serviço Regional (CP) que liga as estações de Vilar Formoso e da Guarda, permitindo transbordo para os Intercidades entre a estação da Guarda e Lisboa, passando por cidades como Coimbra e Santarém. Quem se queira dirigir para norte, nomeadamente para as cidades do Porto, Aveiro, Braga, Guimarães ou Viana do Castelo tem que efetuar transbordo adicional nas estações da Pampilhosa ou Coimbra-B.
A estação de Vilar Formoso é servida ainda pelos serviços internacionais Sud-Express e Lusitânia Comboio Hotel, comboios-hotel que efetuam ligação a Paris e Madrid, efetuando paragens em Ciudad Rodrigo e Salamanca e em cidades como Valladolid, Burgos, Vitória-Gasteiz, San Sebastián e Hendaye, no caso do primeiro; e Ávila no caso do segundo.
A travessia do vale do Côa nunca foi fácil, e, durante séculos, apenas duas pontes permitiram fazê-lo: a Ponte de São Roque, entre Castelo Bom e Mido, e a Ponte Grande, principal acesso à vila de Almeida, e onde foi travada a histórica Batalha da Ponte do Côa, durante as Invasões Francesas. No passado recente, ao lado da Ponte Grande foi construído um novo viaduto. No século XIX, a chegada do caminho-de-ferro levou à construção de uma nova ponte, na zona sul do município, posteriormente substituída no século XX (inaugurada a 27 de março de 1948). Nos anos 80, foi construído o primeiro viaduto sobre o Côa do IP5, sendo, já no século XXI, acrescentado o 2º viaduto da A25. Dos anos 90, é a ponte entre Porto de Ovelha e Malhada Sorda.

## Política

### Presidentes de Câmara
Presidentes de Câmara desde a década de 1940, no Estado Novo
- Rodrigo Teixeira de Almeida (1941-1943)
- José Cabral de Matos (1943-1944)
- José Júlio Balcão (1947-1959)
- José Casimiro Matias (1959-1967)
- Joaquim Crisóstomo (1967-1974)

Presidentes de Comissões Administrativas após a revolução de 25 de Abril de 1974
- José Luís de Frias Terreiro (1974-1975)
- Alberto Vilhena de Carvalho (1975-1976)

Presidentes de Câmara em Democracia
- António José de Sousa Júnior (1976-1985)
- José Augusto Limão de Andrade (1985-1989)
- António José de Sousa Júnior (1989-1993)
- José da Costa Reis (1993-2005)
- António Baptista Ribeiro (2005-2017)
- António José Monteiro Machado (2017- )

### Resultados eleitorais

#### Eleições autárquicas[19]
| Data | %       | V       | %     | V     | %       | V       | %            | V            | %              | V  | %              | V       | %              | V   | Participação |                |
| Data | CDS-PP  | CDS-PP  | PS    | PS    | PPD/PSD | PPD/PSD | FEPU/APU/CDU | FEPU/APU/CDU | AD             | AD | PSD-CDS        | PSD-CDS | GCE            | GCE | Participação |                |
| ---- | ------- | ------- | ----- | ----- | ------- | ------- | ------------ | ------------ | -------------- | -- | -------------- | ------- | -------------- | --- | ------------ | -------------- |
| Data | 1976    | 54,98   | 3     | 19,01 | 1       | 18,86   | 1            | 1,85         | -              |    |                |         |                |     |              | 62,53 / 100,00 |
| 1979 | 79,76   | 5       | 12,95 | -     |         |         | 4,48         | -            | 72,31 / 100,00 |    |                |         |                |     |              |                |
| 1982 | AD      | AD      | 18,73 | 1     | AD      | AD      | 3,56         | -            | 72,89          | 4  | 70,31 / 100,00 |         |                |     |              |                |
| 1985 | 33,98   | 2       | 13,22 | -     | 44,34   | 3       | 5,08         | -            |                |    | 69,78 / 100,00 |         |                |     |              |                |
| 1989 | 34,96   | 2       | 31,98 | 2     | 28,35   | 1       | 1,28         | -            | 69,58 / 100,00 |    |                |         |                |     |              |                |
| 1993 | 27,46   | 1       | 24,70 | 1     | 42,49   | 3       | 1,25         | -            | 69,11 / 100,00 |    |                |         |                |     |              |                |
| 1997 | 3,15    | -       | 30,10 | 1     | 60,95   | 4       | 1,82         | -            | 68,23 / 100,00 |    |                |         |                |     |              |                |
| 2001 | 1,71    | -       | 39,50 | 2     | 53,34   | 3       | 2,00         | -            | 70,29 / 100,00 |    |                |         |                |     |              |                |
| 2005 | 2,44    | -       | 45,07 | 2     | 46,54   | 3       | 2,31         | -            | 71,41 / 100,00 |    |                |         |                |     |              |                |
| 2009 | PPD/PSD | PPD/PSD | 42,40 | 2     | CDS-PP  | CDS-PP  | 1,75         | -            | 52,12          | 3  | 68,49 / 100,00 |         |                |     |              |                |
| 2013 | PPD/PSD | PPD/PSD | 34,59 | 2     | CDS-PP  | CDS-PP  | 3,43         | -            | 56,33          | 3  | 62,77 / 100,00 |         |                |     |              |                |
| 2017 |         |         | 24,62 | 1     | 53,80   | 4       | 5,42         | -            |                |    | 11,10          | -       | 66,15 / 100,00 |     |              |                |
| 2021 | 42,61   | 2       | 49,74 | 3     | 2,62    | -       |              |              | 62,24 / 100,00 |    |                |         |                |     |              |                |

#### Eleições legislativas
| Data | %     | %     | %     | %    | %     | %     | %        | %     | %    | %     | %    | %   | %       | % | %  | %  |
| Data | CDS   | PSD   | PS    | PCP  | UDP   | AD    | APU/ CDU | FRS   | PRD  | PSN   | B.E. | PAN | PSD CDS | L | CH | IL |
| ---- | ----- | ----- | ----- | ---- | ----- | ----- | -------- | ----- | ---- | ----- | ---- | --- | ------- | - | -- | -- |
| 1976 | 38,01 | 28,84 | 18,68 | 1,42 | 0,99  |       |          |       |      |       |      |     |         |   |    |    |
| 1979 | AD    | AD    | 14,16 | APU  | 0,54  | 77,13 | 2,98     |       |      |       |      |     |         |   |    |    |
| 1980 | AD    | AD    | FRS   | APU  | 0,43  | 76,40 | 3,10     | 15,09 |      |       |      |     |         |   |    |    |
| 1983 | 35,65 | 32,35 | 24,21 | APU  | 0,29  |       | 2,64     |       |      |       |      |     |         |   |    |    |
| 1985 | 30,04 | 31,67 | 17,17 | APU  | 0,63  | 3,66  | 9,37     |       |      |       |      |     |         |   |    |    |
| 1987 | 8,18  | 66,64 | 15,60 | CDU  | 0,24  | 1,66  | 1,06     |       |      |       |      |     |         |   |    |    |
| 1991 | 8,67  | 63,35 | 20,04 | CDU  |       | 1,30  | 0,67     | 1,55  |      |       |      |     |         |   |    |    |
| 1995 | 12,56 | 43,25 | 37,89 | CDU  | 0,50  | 1,67  |          | 0,92  |      |       |      |     |         |   |    |    |
| 1999 | 12,47 | 40,37 | 40,21 | CDU  |       | 2,90  |          | 0,88  |      |       |      |     |         |   |    |    |
| 2002 | 11,35 | 51,77 | 29,33 | CDU  | 2,76  | 0,96  |          |       |      |       |      |     |         |   |    |    |
| 2005 | 8,82  | 35,78 | 43,77 | CDU  | 2,85  | 3,01  |          |       |      |       |      |     |         |   |    |    |
| 2009 | 12,85 | 38,51 | 32,34 | CDU  | 2,97  | 7,17  |          |       |      |       |      |     |         |   |    |    |
| 2011 | 12,40 | 50,42 | 23,34 | CDU  | 2,97  | 3,25  | 0,68     |       |      |       |      |     |         |   |    |    |
| 2015 | PSD   | CDS   | 30,89 | CDU  | 4,38  | 5,87  | 0,70     | 48,33 | 0,29 |       |      |     |         |   |    |    |
| 2019 | 5,37  | 36,03 | 37,04 | CDU  | 3,41  | 6,57  | 0,92     |       | 0,49 | 1,26  | 0,46 |     |         |   |    |    |
| 2022 | 2,64  | 31,93 | 45,49 | CDU  | 1,94  | 2,82  | 0,36     | 0,46  | 9,44 | 1,79  |      |     |         |   |    |    |
| 2024 | AD    | AD    | 31,98 | CDU  | 34,05 | 1,96  | 2,42     | 0,51  | 0,80 | 19,06 | 2,33 |     |         |   |    |    |

## Imagens de Almeida

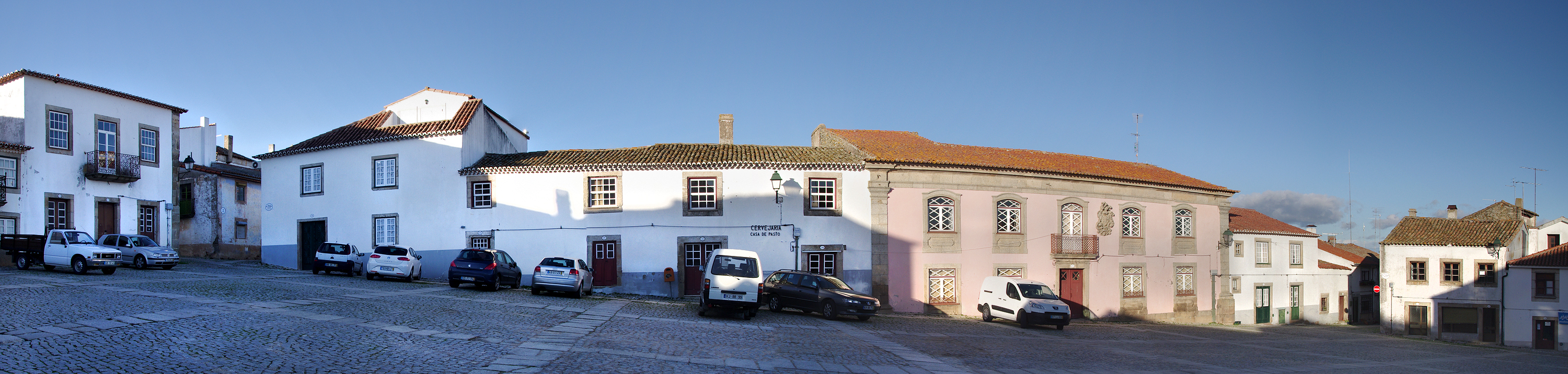
Almeida, Praça Dr. Casimiro Matias

## Agrupamento de Escolas de Almeida
Atualmente, existem duas escolas no município de Almeida, ambas sob a alçada do AEA.
Em Vilar Formoso, existe a Escola Básica e Secundária de Vilar Formoso, que recebe alunos desde o pré-escolar até ao nono ano do Ensino Básico e se localiza na Rua das Telecomunicações 6355-337. Na capital do Município, é a Escola Básica e Secundária Dr. José Casimiro Matias que dá condições para a aprendizagem os alunos, sendo que esta escola tem todos os níveis de ensino da EBS Vilar Formoso, aos quais se acrescenta o Ensino Secundário (10.⁰, 11.⁰ e 12.⁰s anos), esta escola localiza-se na Av. Prof. Dr. José Pinto Peixoto 6350-228.